# Ethan Russell
Ethan Allen Russell [ˈiːθən ˈrʌsəl] (* 26. November 1945 in Mount Kisco, New York) ist ein US-amerikanischer Fotograf, Autor und Videoregisseur. Er ist bekannt für Fotoaufnahmen und die Gestaltung der Albumcover der Bands The Beatles, The Rolling Stones und The Who.

## Leben
Russell ist der Sohn von Charles Howland Russell und Alice Allen Russell. Er hat drei Geschwister: Sein Bruder Jeremy Borden Russell (1944–2005) war Gründer und Manager der Rockband Blue Cheer. Weitere Geschwister sind Linda Russell Matson (* 1947) und Adam Henry Russell (1953–2009). 1950 zog seine Familie nach Manhattan und 1952 nach San Francisco. Russell studierte Englisch und Kunst an der University of California in Davis und begann sich für die Fotografie zu interessieren und fertigte Gruppenporträts von der Band Blue Cheer an. 1968 zog er nach London, wo er in Teilzeit in einem Heim für autistische Kinder arbeitete und Schriftsteller werden wollte.

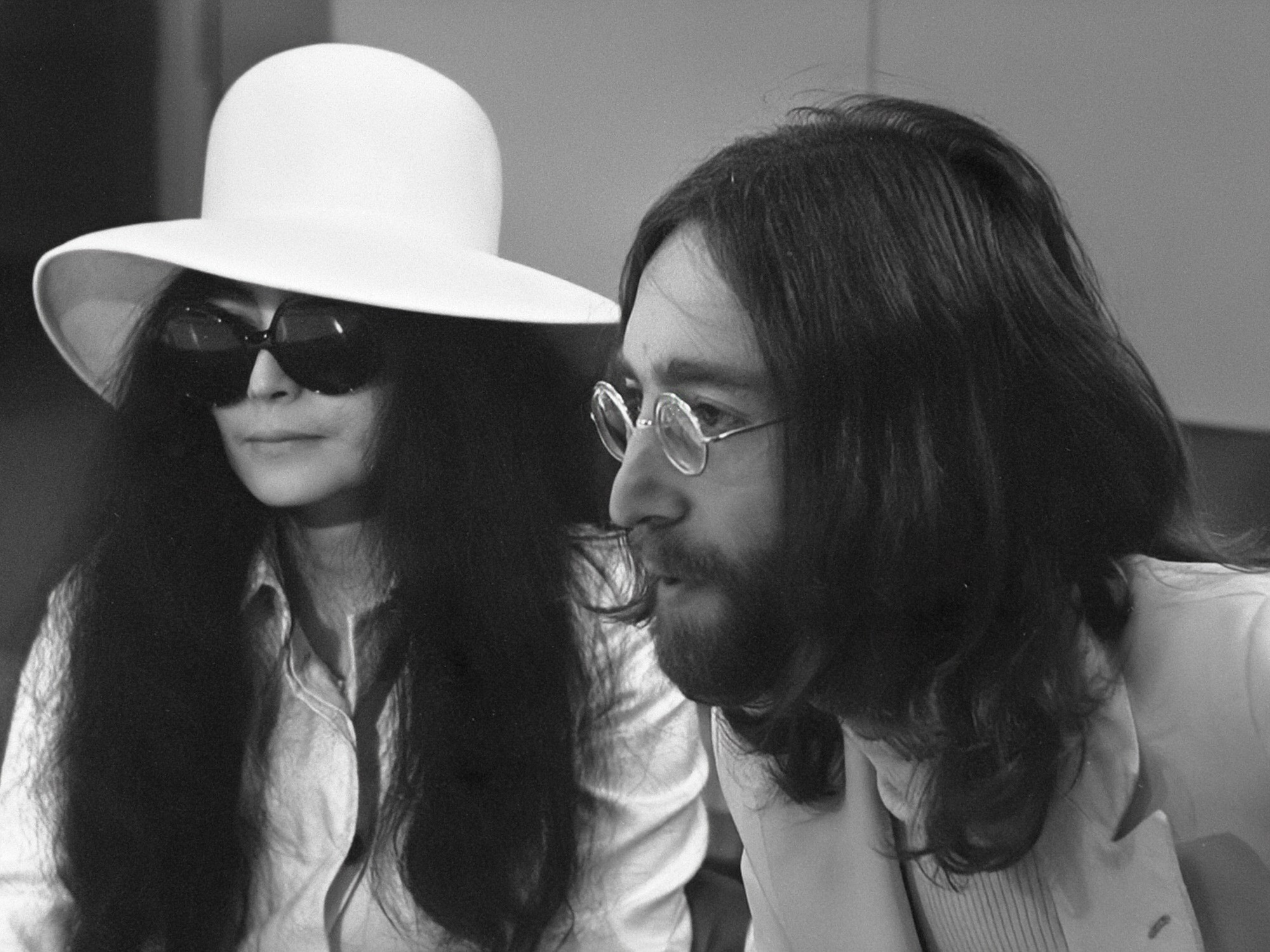
John Lennon und Yoko Ono 1969

1968 engagierte ihn Jonathan Cott, Mitgründer der Musikzeitschrift Rolling Stone, als Fotograf für ein Interview mit Mick Jagger von den Rolling Stones, nachdem Cott dessen Porträts von Blue Cheer gesehen hatte. Eines der Mick-Jagger-Fotos von Russell wurde für die Titelseite des Magazins verwendet. Sein nächster Auftrag darin bestand, John Lennon von den Beatles zu porträtieren. Die Aufnahmen zeigen Lennon auch zusammen mit seiner neuen Lebensgefährtin Yoko Ono. Im Dezember 1968 fotografierte er bei den Aufnahmen für das TV-Special Rock and Roll Circus von den Rolling Stones. Seine Fotos erregten die Aufmerksamkeit von Neil Aspinall, dem persönlichen Assistenten der Beatles, der ihn daraufhin einlud, die Beatles in den Twickenham Studios in London bei ihren Get-Back-Sessions zu fotografieren. Seine Aufnahmen wurden später für das Albumcover von Let It Be verwendet. Russell war auch am 30. Januar 1969 beim Rooftop Concert anwesend und dokumentierte auf dem Dach des Apple-Büros in der Savile Row in London den letzten Liveauftritt der Beatles.
Im Frühjahr 1969 besuchte Russell Brian Jones auf der Cotchford Farm in East Sussex und schuf im Garten des Landsitzes eine Reihe von Porträtaufnahmen, die zu den letzten bekannten Fotografien von Brian Jones zählen, bevor dieser Anfang Juli 1969 in seinem Swimming Pool auf ungeklärte Weise ums Leben kam. Im Mai 1969 machte Russell die letzten Gruppenporträts der Rolling Stones mit Brian Jones, der kurze Zeit später die Band verlassen musste. Die Aufnahmen wurden für das Albumcover des Kompilationsalbums Through the Past, Darkly (Big Hits Vol. 2) verwendet, das im September 1969 erschien. Russell dokumentierte das Freiluftkonzerts der Rolling Stones am 5. Juli 1969 im Londoner Hyde Park, das zwei Tage nach dem Tod von Brian Jones stattfand und zu einer Gedenkfeier umgewidmet worden war. Im August 1969 wurde Russell von den Beatles zu einer Fotosession auf das Anwesen von John Lennon eingeladen. Die entstandenen Aufnahmen von Tittenhurst Park sind die letzten Gruppenporträts der vier Beatles. Drei Fotos wurden im Frühjahr 1970 für das Albumcover des Kompilationsalbums Hey Jude verwendet.

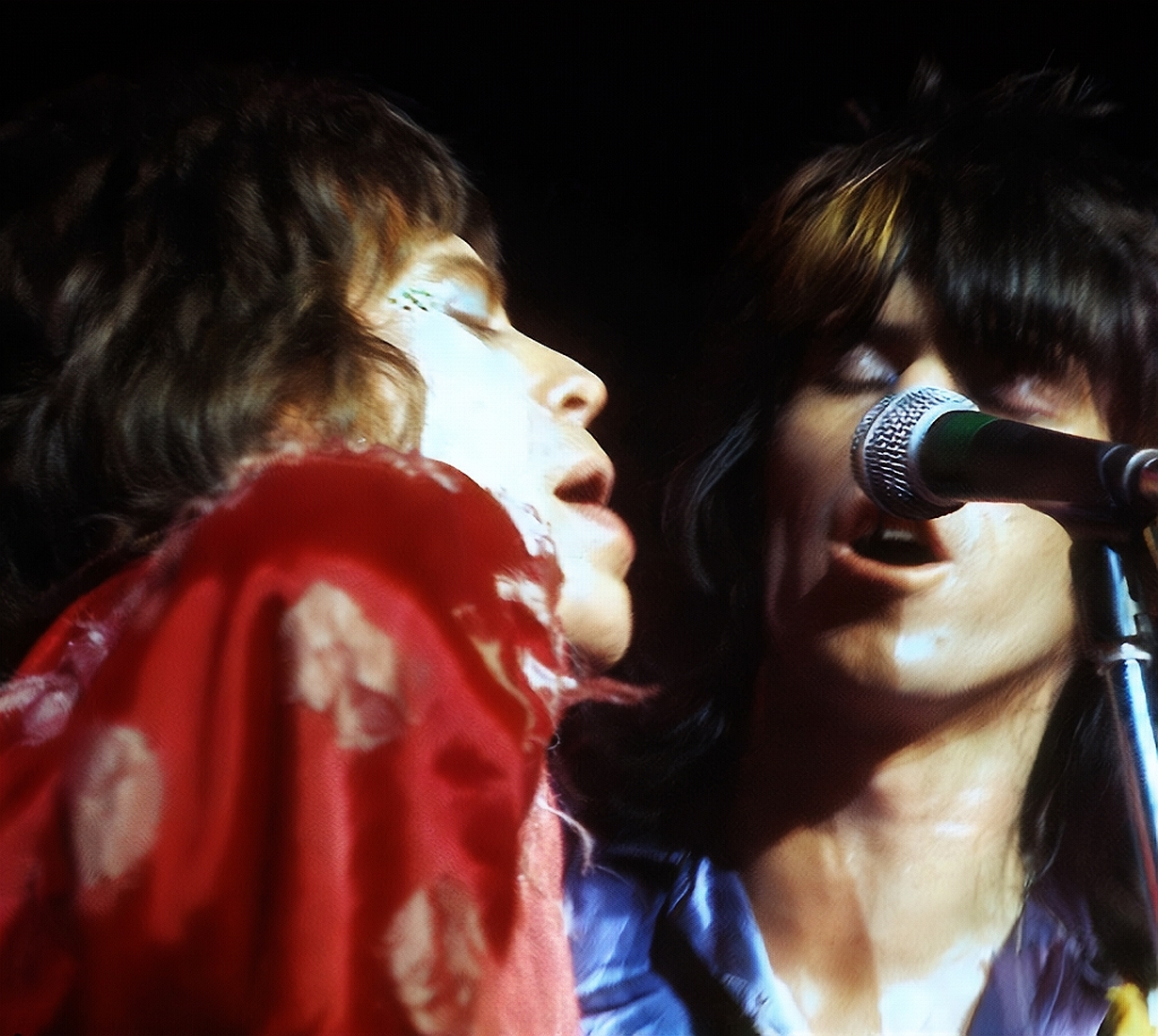
Mick Jagger und Keith Richards 1972

Im Spätherbst 1969 begleitete Russell als Fotograf die Rolling Stones auf ihrer Tournee durch die Vereinigten Staaten. Fotografien von der Tour finden sich auf der Rückseite des Livealbums Get Yer Ya-Ya’s Out!. Russell war auch Anfang Dezember 1969 beim Altamont Free Concert in der Nähe von Livermore in Kalifornien anwesend. Das Konzert, das vom Management der Rolling Stones als Westküsten-Gegenstück zum Woodstock-Festival initiiert worden war, endete in einem Desaster, das vier Menschen das Leben kostete, darunter Meredith Hunter, der direkt vor der Bühne von einem der als Sicherheitskräfte eingesetzten Hells Angels erstochen wurde, nachdem er unter Einfluss von Drogen eine Schusswaffe auf Mick Jagger gerichtet hatte. Ende der 1960er Jahre machte Russell auch Aufnahmen von Janis Joplin, Jim Morrison, Eric Clapton und Cream.

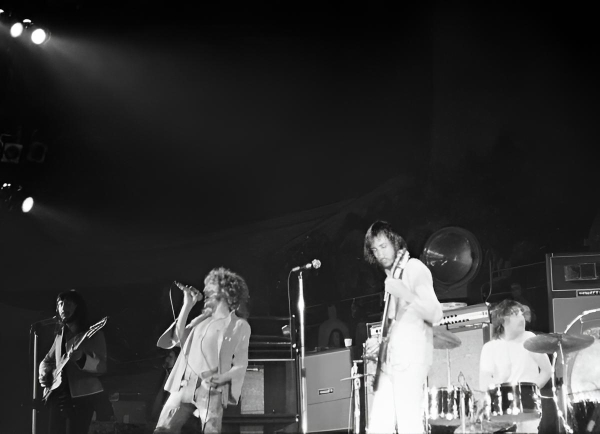
The Who 1971

1972 nahm Russell an einer weiteren US-Tournee der Rolling Stones teil. Die Aufnahmen zählen zu den bekanntesten Fotodokumenten von Bühnenauftritten der Band. 1971 und 1973 fertigte Russell die Coverfotografien für die Alben Who’s Next und Quadrophenia von The Who an. Für seine Arbeit am Quadrophenia-Cover erhielt er 1975 seine erste Nominierung für den Grammy Award in der Kategorie Best Album Package. Er arbeitete auch mit Jerry Lee Lewis, Linda Ronstadt, John Hiatt und Rosanne Cash. Seine Fotografien erschienen im Innenteil und auf den Titelseiten vieler Zeitschriften und auf zahlreichen Albumcovern. 1978 weitete er seine Arbeit auf die Standfotografie in Filmen und Videos aus und gilt heute als einer der Pioniere des Musikvideos. 1985 veröffentlichte er mit Dear Mr. Fantasy : Diary of a Decade : Our Time and Rock and Roll seine Erinnerungen an das erste Jahrzehnt seiner Karriere. 1990 wurde seine Arbeit am Musikvideo für den Song There’s a Tear in My Beer von Hank Williams Jr. und Hank Williams Sr. mit der Nominierung für den Grammy Award in der Kategorie Best Music Video gewürdigt.
In den 1990er Jahren entwickelte Russell ein Interesse für interaktive Medien und wurde Creative Director eines Unternehmens, das sich auf die Bereitstellung interaktiver Videos auf Desktopcomputern spezialisiert hatte. 2009 veröffentlichte Russell unter dem Titel Let It Bleed : The Rolling Stones, Altamont, and the End of the Sixties ein Buch über die US-Tour der Rolling Stones von 1969. 2021 erschien ein Begleitband zum Dokumentarfilm The Beatles: Get Back von Peter Jackson mit zahlreichen Fotografien von Russell.
Russell ist heute weiterhin als Fotograf, Autor, Filmemacher und Produzent tätig und lebt mit seiner Familie in Marin County in Kalifornien.

## Veröffentlichungen
- Dear Mr. Fantasy : Diary of a Decade : Our Time and Rock and Roll. Houghton Mifflin Harcourt, Boston 1985, ISBN 0395344212.
- Let It Bleed: The Rolling Stones, Altamont, and the End of the Sixties. Springboard, London 2009, ISBN 9780446539043.

Deutsche Übersetzung: Let It Bleed: Die Rolling Stones, Altamont und das Ende der 60er Jahre. Edel Books, Hamburg 2010, ISBN 978-3-941376-22-9.
- An American Story: It's Your History. Help Write It. E-Book 2012.
- mit John Harris (Hrsg.), Peter Jackson, Hanif Kureishi, Linda McCartney und The Beatles: The Beatles : Get back. Apple/Callaway, London/New York 2021, ISBN 9780935112962.

Deutsche Übersetzung: The Beatles: Get Back. Droemer Verlag, München 2021, ISBN 9783426278642.

## Cover- und Albumart (Auswahl)
- 1969: The Rolling Stones: Through the Past, Darkly (Big Hits Vol. 2)
- 1969: Spooky Tooth: Spooky Two
- 1970: The Beatles: Hey Jude
- 1970: The Beatles: Let It Be
- 1970: The Rolling Stones: Get Yer Ya-Ya’s Out!
- 1970: McGuinness Flint: McGuinness Flint
- 1970: Steve Miller Band: Number 5
- 1971: James Taylor: Mud Slide Slim and the Blue Horizon
- 1971: The Who: Who’s Next
- 1972: Boz Scaggs: My Time
- 1973: The Who: Quadrophenia
- 1975: Dave Mason: Split Coconut
- 1975: Linda Ronstadt: Prisoner in Disguise
- 1976: Earth, Wind and Fire: Spirit
- 1976: Journey: Look into the Future
- 1976: Linda Ronstadt: Hasten Down the Wind
- 1976: Roger McGuinn: Cardiff Rose
- 1976: The Crusaders: Those Southern Knights
- 1977: Santana: Moonflower
- 1978: Carole Bayer Sager: ...Too
- 1979: Hank Williams Jr.: Whiskey Bent And Hell Bound
- 1979: Lee Ritenour: Feel the Night
- 1979: Oregon: Roots in the Sky
- 1979: Steve Goodman: High and Outside
- 1984: Rickie Lee Jones: The Magazine
- 1987: Ladysmith Black Mambazo: Shaka Zulu
- 1990: Damn Yankees: Damn Yankees
- 1995: John Hiatt: Walk On
- 2005: Audioslave: Out of Exile
- 2006: Ben Sidran: Feel Your Groove
- 2006: Rosanne Cash: Black Cadillac